# Nellenburg

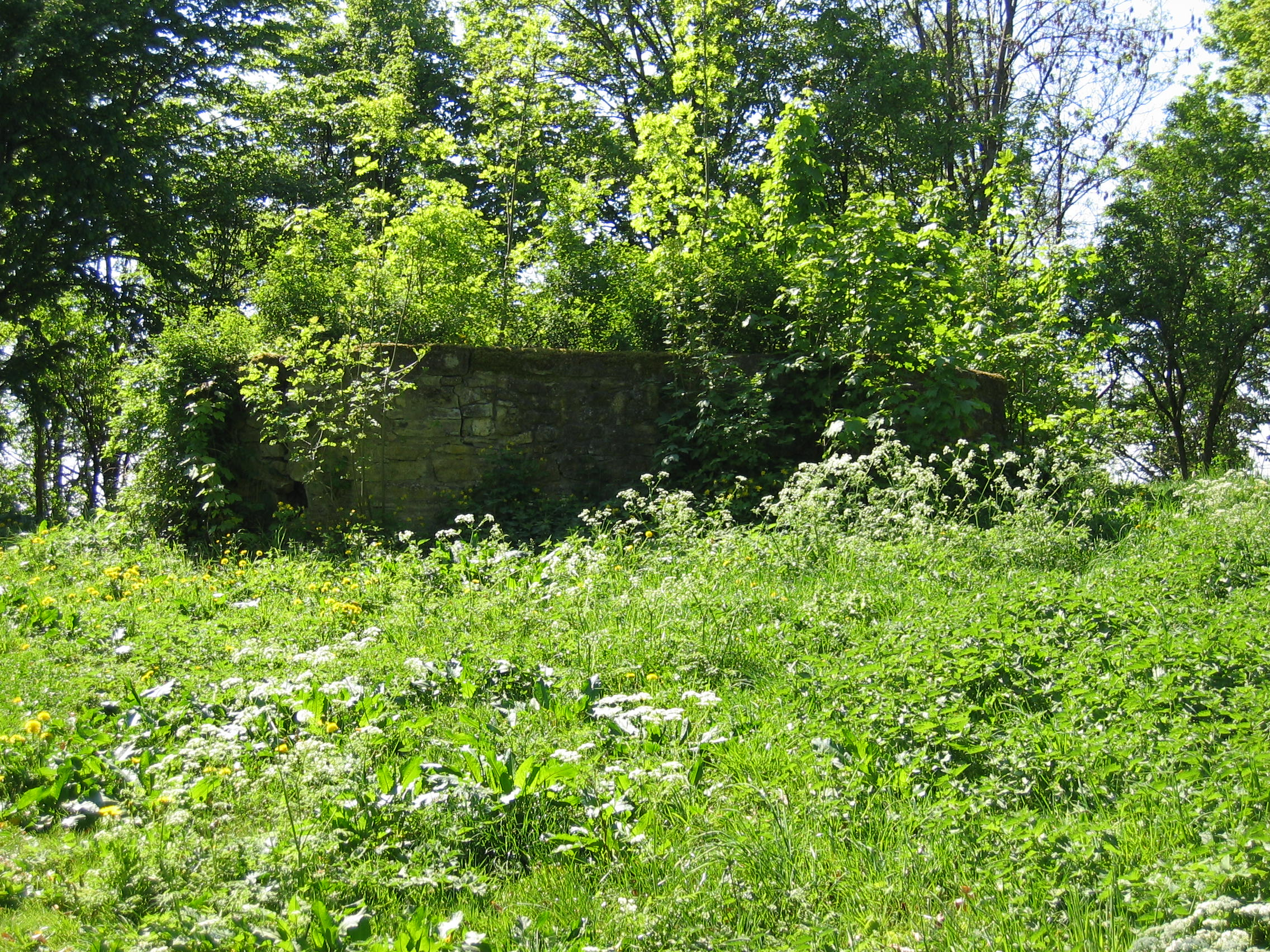
Reste des Hauptturms

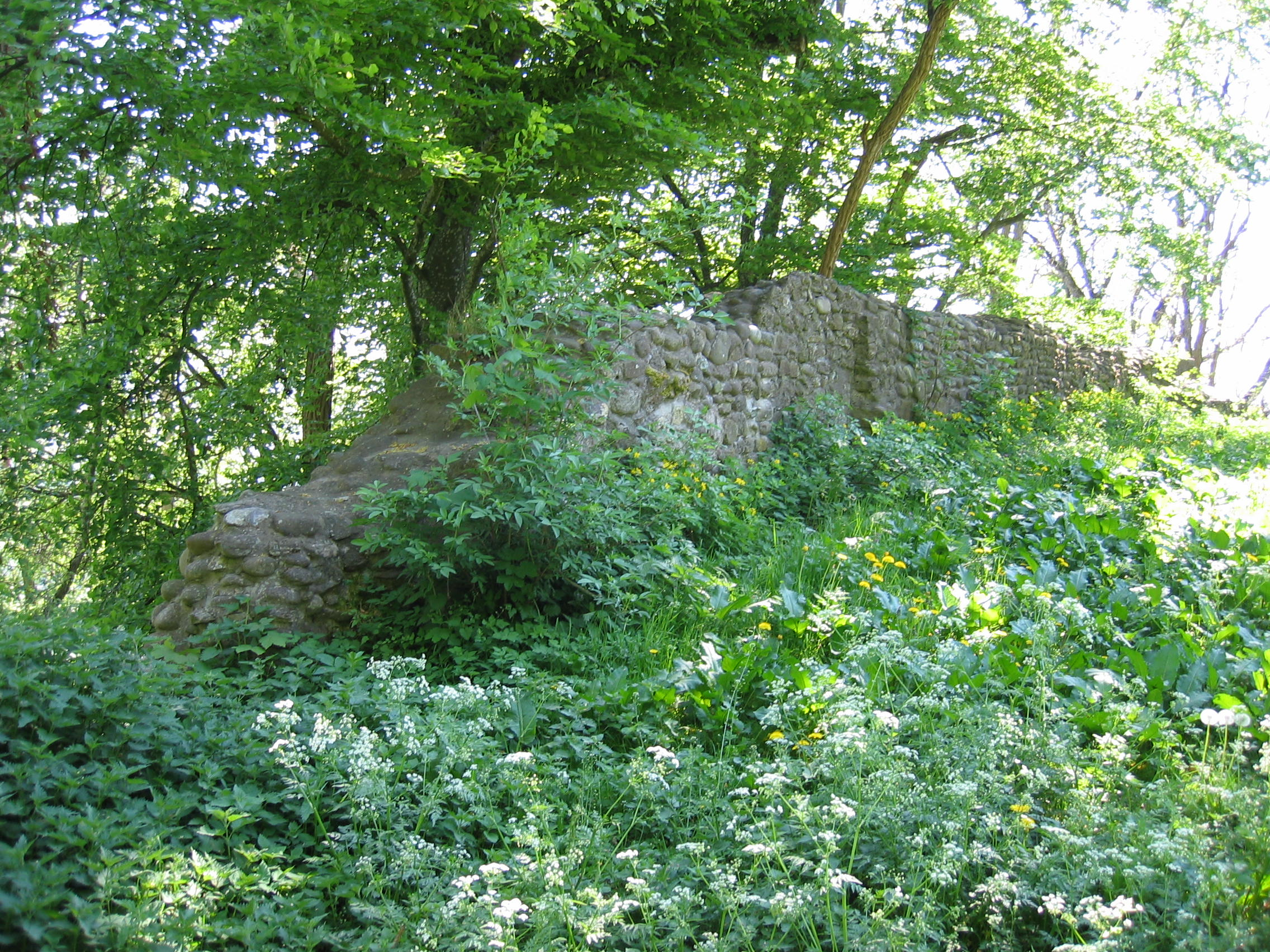
Reste der talseitigen Frontmauer, vom Burghof aus

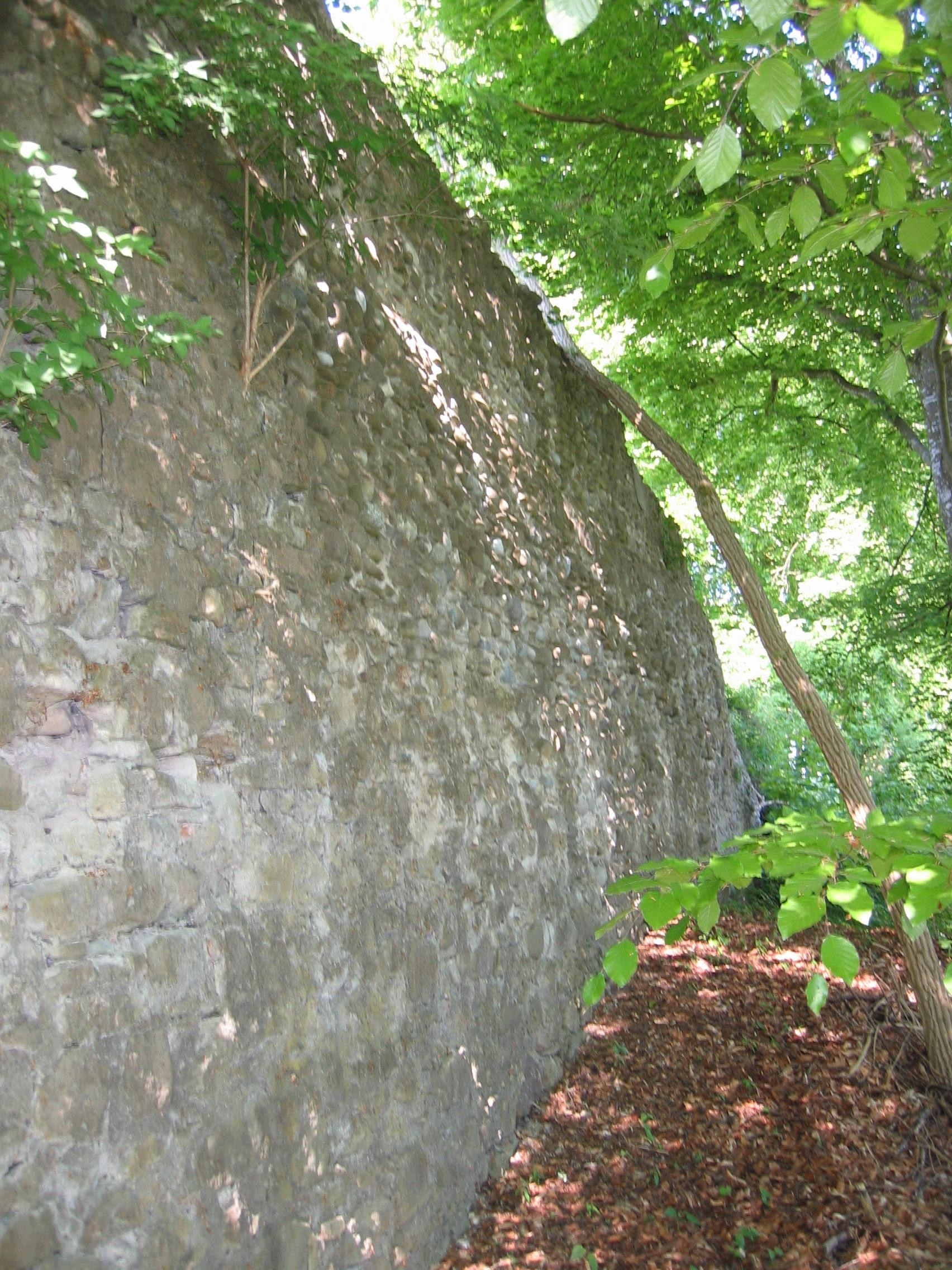
Reste der talseitigen Frontmauer, vom Tal aus

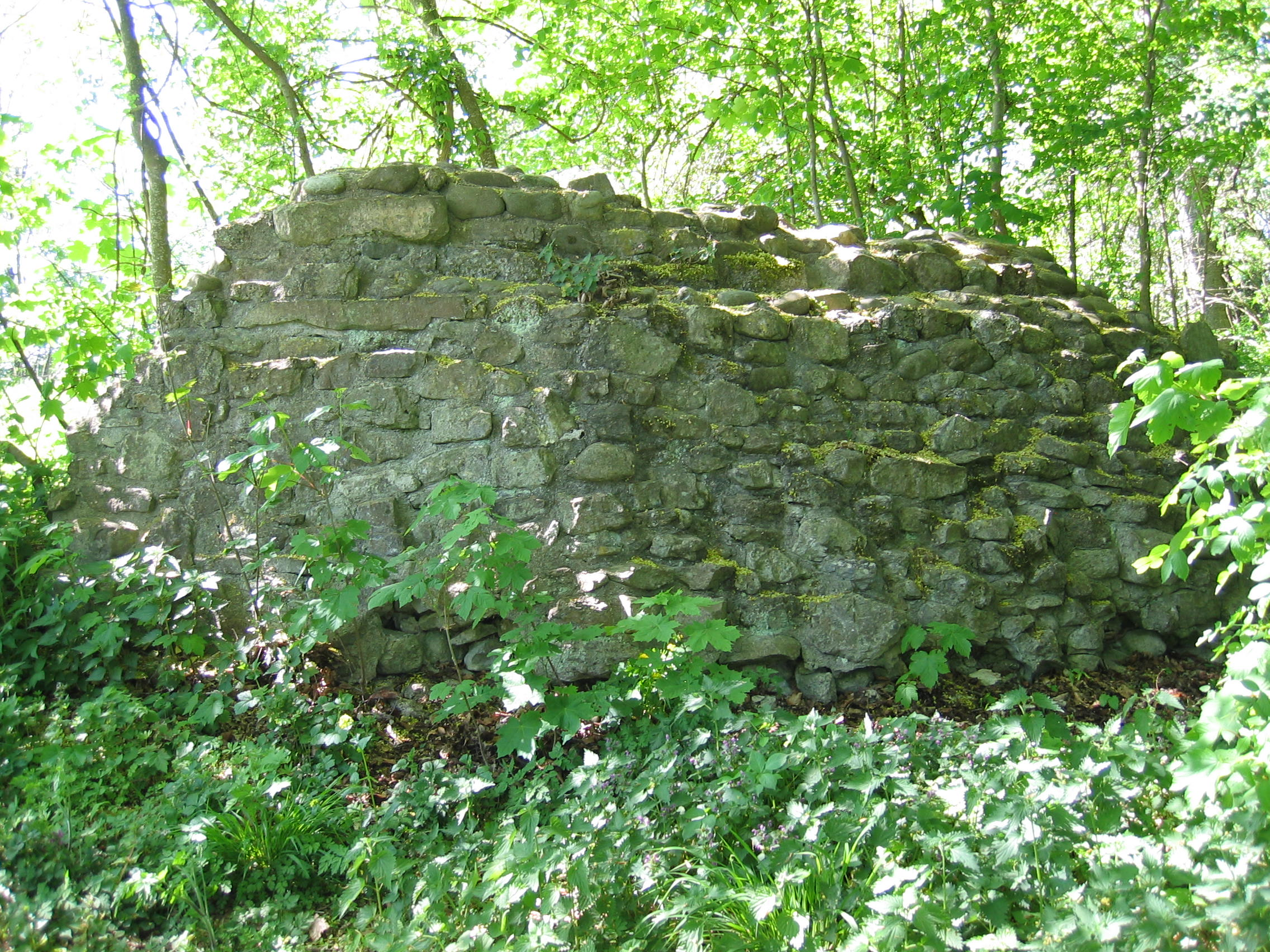
Reste der Mauer zum Vorhof, vom Vorhof aus

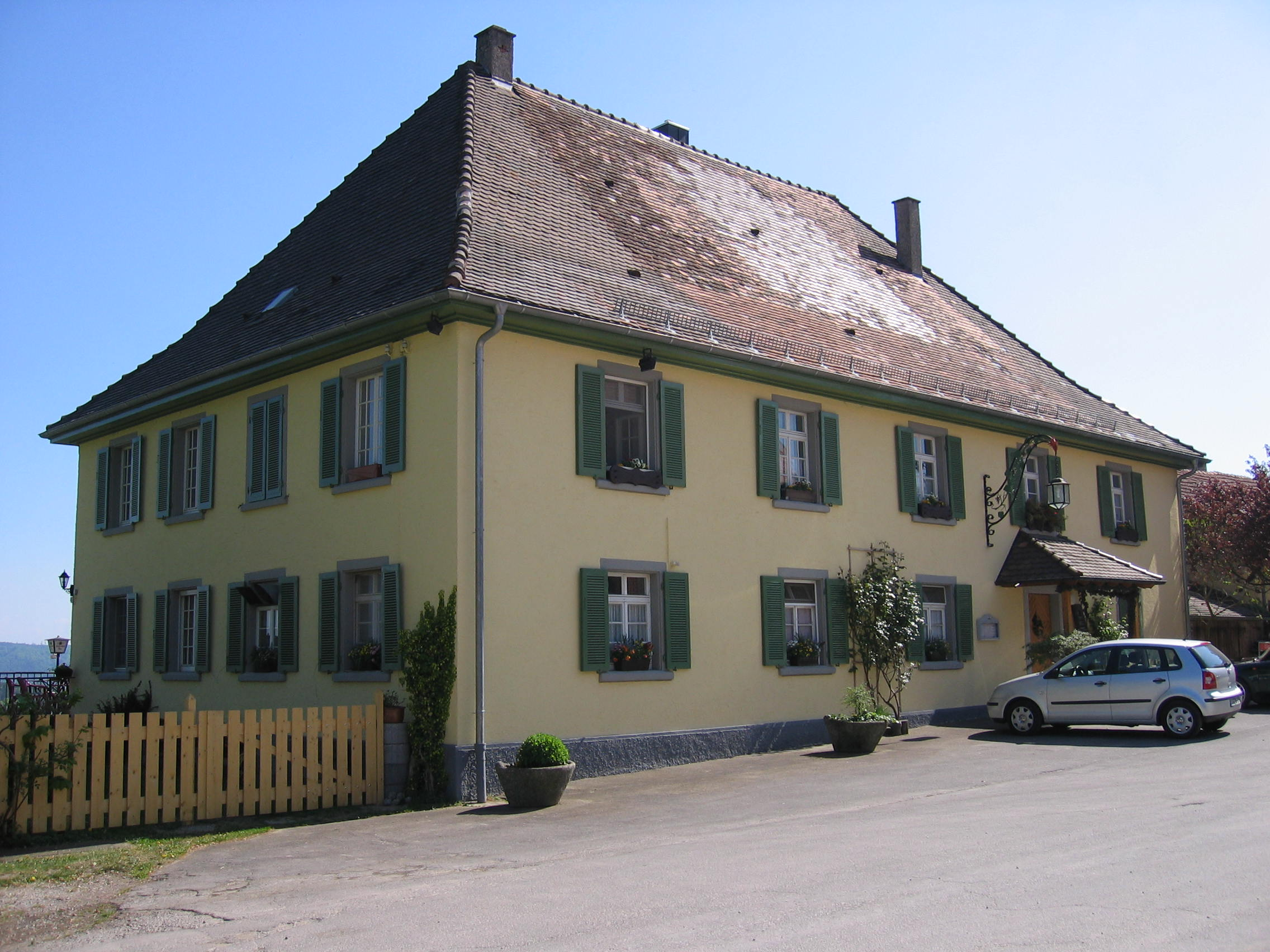
Gasthaus der jungen Nellenburg

Die Nellenburg ist eine frühmittelalterliche Burgruine westlich von Stockach im baden-württembergischen Landkreis Konstanz in Deutschland.
Sie bildete das Machtzentrum der Landgrafschaft Nellenburg.

## Geographische Lage
Die Ruine der ehemaligen Spornburg (613 m ü. NHN) liegt rund zwei Kilometer westlich der Altstadt von Stockach auf einem Molassesporn, unweit des Nellenburger Berges (624 m ü. NHN). Dies ist der Stockacher Hausberg, der am Westende des Bodensees im Mittelalter strategisch günstig lag und heute an ein Naturschutzgebiet grenzt.
Knapp 300 Meter östlich der Burgruine liegt etwas tiefer die „junge Nellenburg“ mit dem früheren Höhengasthaus „Nellenburg“, ebenfalls jedoch in exponierter Lage. Das „Vier-Länder-Panorama“ ergibt sich bei ganz klarer Sicht, mit Blick auf Bodensee und Hegau, die österreichischen, Schweizer und sogar die französischen Alpen.

## Geschichte

### Mittelalter bis Zerstörung
Die Nellenburg war seit Mitte des 10. Jahrhunderts Sitz der Grafen von Nellenburg und erstmals 1056 als „castellum meum Eberhardi comitis Nellenburc“ erwähnt. Doch ist 958 bereits ein Gottfridus de Nellenburg bezeugt, das heißt, die Burg bestand bereits im 10. Jahrhundert. Ihre Gründungszeit ist aber bislang unbekannt, ebenso ihre Baugeschichte.
Ihr Besitzer, Eberhard Graf von Nellenburg (* 1010 auf Burg Nellenburg; † 25. Januar 1078 in Schaffhausen), ein Verwandter der Kaiser Konrad II. und Heinrich III., gründete im Jahr 1049 das Benediktinerkloster Allerheiligen in Schaffhausen, in dessen die Überwachung der „unteren Landschaft“ Landgrafschaft Nellenburg von den drei Burgen auf dem Hohenstoffeln, der Ruine Hohenstoffeln ausging.
Um 1050 verlegten die Nellenburger den Herrschaftsschwerpunkt vom Zürichgau an den Hochrhein, um ihre neu geschaffenen Zentren, das Kloster Allerheiligen in Schaffhausen und die Burg Nellenburg, zu schützen.
Infolge des Investiturstreites verlor Graf Burkard († 1101), der Letzte der älteren Linie von Nellenburg, Grafschaft und Burg, die 1105 an dessen Neffen Graf Dietrich überging; Teile des Landbesitzes gelangten an Graf Adalbert von Mörsberg. Die von Bürgeln bilden die so genannte mittlere Linie von Nellenburg.
1170 kam die Grafschaft Nellenburg über eine Heirat an die Grafen von Veringen, die nach einer Erbteilung 1216 bis 1422 die jüngere Linie von Nellenburg begründeten.
1291 belagerte Herzog Albrecht von Österreich die Nellenburg, damals Sitz des Grafen Mangold II. von Nellenburg(-Veringen), der sich an dem Aufstand schwäbischer Adliger gegen Habsburg beteiligt hatte. Durch Unterminierung stürzte damals der runde Hauptturm ein.
1422 ging die Nellenburg ebenfalls über Hochzeit in den Besitz ihrer Erben, den Herren von Tengen, die fortan als Grafen von Tengen bekannt wurden. Sie verkauften die Landgrafschaft Nellenburg 1465 für 37.905 Gulden an Erzherzog Sigismund von Österreich (Habsburg).
Stockach war bis Mitte des 15. Jahrhunderts Hauptort der Landgrafschaft Nellenburg und ging dann in habsburgischen Besitz über. 340 Jahre, von 1465 bis 1805, gehörte Stockach mit der Grafschaft Nellenburg zu Vorderösterreich.
Im Jahr 1499 kam es zur Belagerung Stockachs durch die Eidgenossen, wobei in der Chronik erwähnt wird, dass durch die Besatzung der Nellenburg und deren Geschütze das Schweizer Lager beschossen wurde.
Wie Baurechnungen und Akten belegen, war die Burg im 16. Jahrhundert in schlechtem Bauzustand. 1565 heißt es, die Burg sei „schlechtlich erpawt und gar zue kainer fürstlichen residenz zuegreichtet“. 1571 kam es zum Einsturz einer großen Mauerstrecke, es waren auch nicht mehr alle Räume des Schlosses bewohnbar.
Entweder 1639 oder 1642, zur Zeit des Dreißigjährigen Kriegs (1618–1648), wurde die Nellenburg durch Truppen des württembergischen Kommandanten des Hohentwiels, Konrad Widerholt, „übl verderbt und ruinirt“, so dass Gebäude in „mörkhlichen“ Abgang kamen. Der Brunnen wurde verschüttet, um die Burg für eine Verteidigung unbrauchbar zu machen.

### Neuzeit
Bis 1668/69 waren einige Gebäude der Burg wieder aufgebaut worden. Ein Urbar im Stadtarchiv Stockach berichtet, dass nun sieben Stuben, neun Kammern, zwei Küchen mit Backofen, drei Keller und ein Gewölbe vorhanden waren. Zudem bestand die Burgkapelle St. Gangolf und Wirtschaftsgebäude in der Vorburg. Der Brunnen war inzwischen wieder geräumt.
1669 wurden zum ersten Mal Wohngebäude außerhalb der Nellenburg erwähnt, es entstand die so genannte „junge Nellenburg“. Sie diente seit Ende des 17. Jahrhunderts als Wohngebäude für Hausverwalter und Oberjäger der Nellenburg.
1760 heißt es in einer Beschreibung der Landgrafschaft Nellenburg: „Nunmehro aber das Schloß wegen Älte und weilen keine Reparationskosten mehr aufgewendet werden wollen, zimblich ruinos und in baufälligem Standt sich befindet“.
Nach der Verfügung des zuständigen Oberamtes mit Verwaltungssitz in Stockach, das baufällige Schloss samt der „allda befindelichen Kapelle“ abzubrechen, geschah dies größtenteils 1782/83. Steine der Burg fanden beim Straßen- und Brückenbau in der Region Verwendung.
Die durch die Abbrüche und durch einen Brand in den 1830er Jahren im Bestand stark reduzierte Burg wurde in den 1840er Jahren von „blutarmen Leuten“ bewohnt, die in den Trümmern ihre Häuser hatten.
Mitte des 19. Jahrhunderts kam es in den Besitz der Grafen von Langenstein, dem adligen Geschlecht aus der Nähe von Orsingen.
1886 errichtet der Stockacher Verschönerungsverein einen hölzernen Aussichtsturm in der Ruine der Hauptburg. 1922 wurde dieser wegen Baufälligkeit abgetragen.
Seit 1926 befand sich in dem ehemaligen Gutswohnhaus eine Gaststätte, den Pächtern wurde auf Ende 2010 wegen Eigenbedarfs gekündigt, nachdem zu Jahresbeginn 2007 der Langensteiner Axel Graf Douglas neuer Eigentümer wurde. Er plante, den alten Schuppen neben dem Haus abreißen zu lassen. Bald darauf erwarb jedoch Patrick Graf Douglas die Nellenburg für seine Söhne Benedikt Graf Douglas und Christopher Graf Douglas. Er beabsichtigte, zwei weitere Wohnhäuser auf der Kuppe der Nellenburg zu bauen. Es besteht auf der Nellenburg grundsätzlicher Sanierungsbedarf bei den bestehenden Gebäuden.

## Beschreibung

### Nellenburg
Von der einstigen Nellenburg erhielten sich lediglich Reste des Hauptturmes, der talseitigen Frontmauer und Reste der Mauer zum Vorhof. Die Ruine ist frei zugänglich.

### Junge Nellenburg
Die junge Nellenburg ist ein historisch bedeutsames Hofgut. Zentrum des im 19. Jahrhundert errichteten Wohnhauses ist die Gaststube, die von dunklen Holzbalken an der Decke und Holzeckbänken sowie dem zentralen Kachelofen geprägt ist. Küche und Gaststube waren damals jedoch vertauscht. Über der Gaststube befinden sich die Wohnungen.

## Sage von der schönen Nella
Als sich am See das Christentum auszubreiten begann, begab es sich, dass der Graf Mangold sich bei der Jagd im Dickicht des Waldes verirrte. Er gewahrte nach langem Suchen einen kleinen Feuerschein und sah dort eine Schar Männer sitzen, die träumerisch den Harfenklängen einer Jungfrau lauschten.
Es war die heidnische Opferstätte der schönen Nella. Er schlug in heiligem Eifer den Opferstein in Trümmer, wurde jedoch gefangen genommen und in den Kerker geworfen. Zum Tode verurteilt, fand die schöne Nella an ihm Gefallen und ließ ihn begnadigen. Er hielt daraufhin um Nellas Hand an und es gelang ihm, sie zum christlichen Glauben zu bekehren. Als sie nach der Taufe verlangte, entsprang dem Boden ein lauteres Brünnlein, dem nachfolgende Generationen den Namen Nellabach gaben. Mangold aber erbaute an dieser Stelle eine Burg, die zu Ehren seiner Gemahlin den Namen Nellaburg trug.

## Wappen

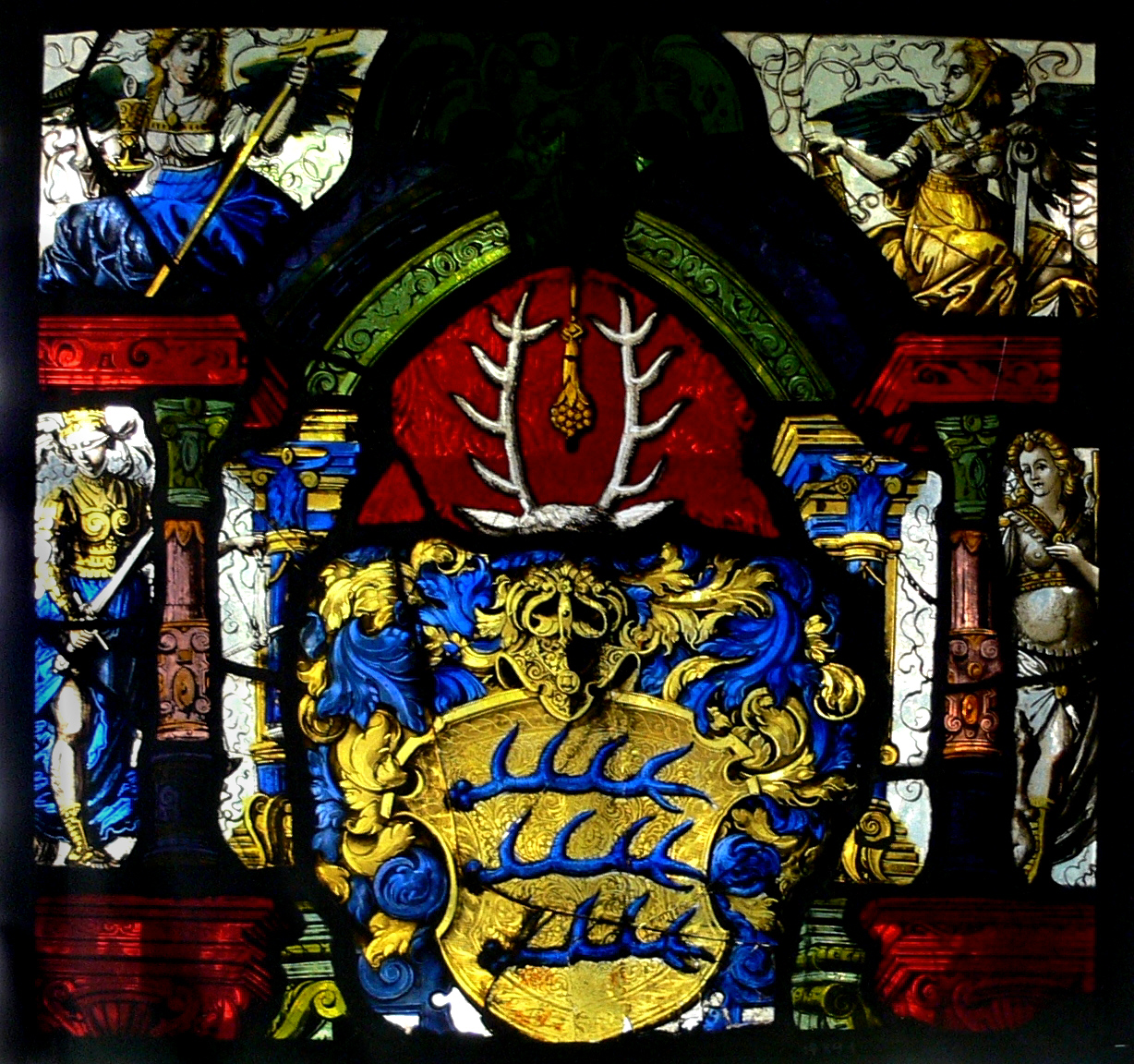
Wappenscheibe Nellenburg, Museum zu Allerheiligen im Kloster Allerheiligen, einer Gründung der Nellenburger

Das Wappen der alten Nellenburger, ist urkundlich nicht bekannt. Es bestand wahrscheinlich im Bild eines Widders und ist von ihnen auf das von Eberhard VI. von Nellenburg und seiner Frau Ita 1049 gestiftete Kloster Allerheiligen (Schweiz) Schaffhausen und die später dabei entstandene Stadt, sowie den Kanton Schaffhausen übergegangen.
1216 gründete Graf Mangold von Veringen durch die Heirat mit der Nellenburger Erbtochter die 3. Linie der Nellenburger und übernahm deren Namen. Seit dieser Zeit führen die Nellenburger übereinander drei blaue Hirschstangen auf goldenem Schild. Weiteres zu dem Wappen siehe unter → Wappen der Grafen von Veringen.